# الحفيرة (حائل)
الحفيرة قرية صحراوية صغيرة في منطقة حائل، في شمال وسط المملكة العربية السعودية. الحفيرة تبعد عن حائل 170 كم وعن المدينة المنورة 380 كم وعن العلا 270 كم وتعد الآن جزء من محافظة الشملي.